# Ornitochoria

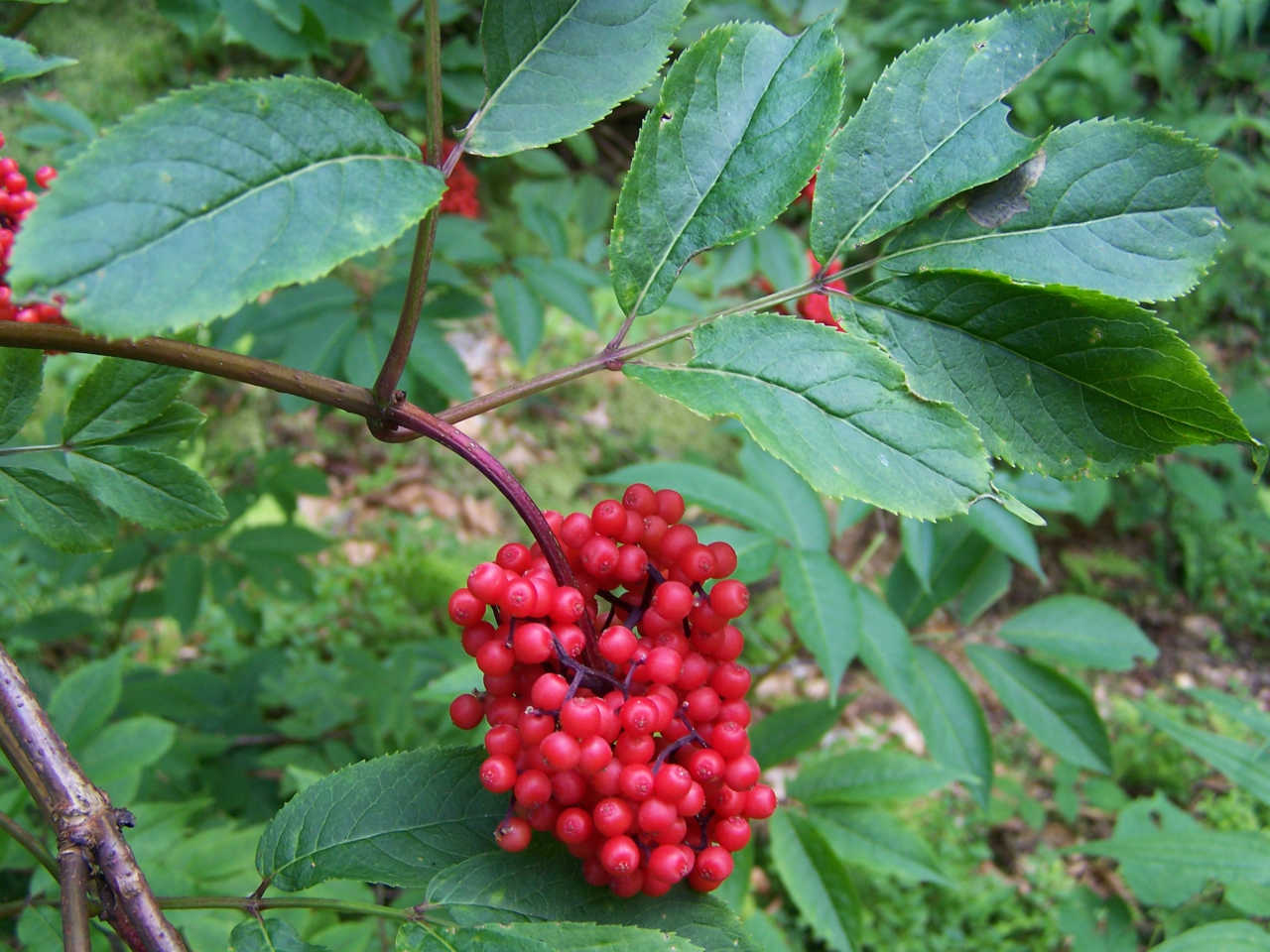
Bez koralowy ma widoczne z daleka owoce

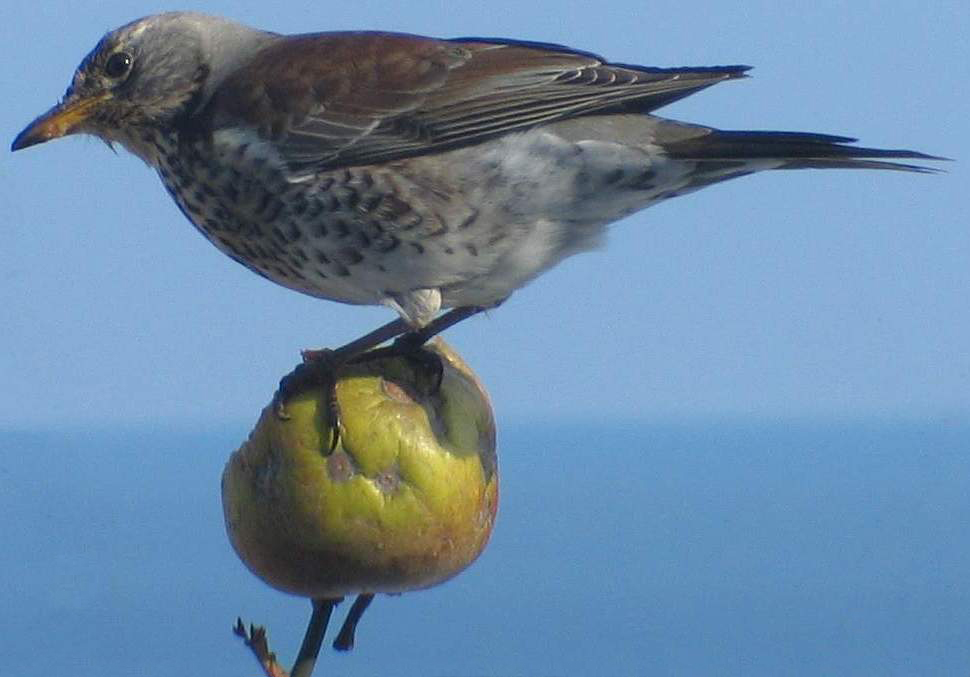
Kwiczoł zjada wiele owoców rozsiewając ich nasiona

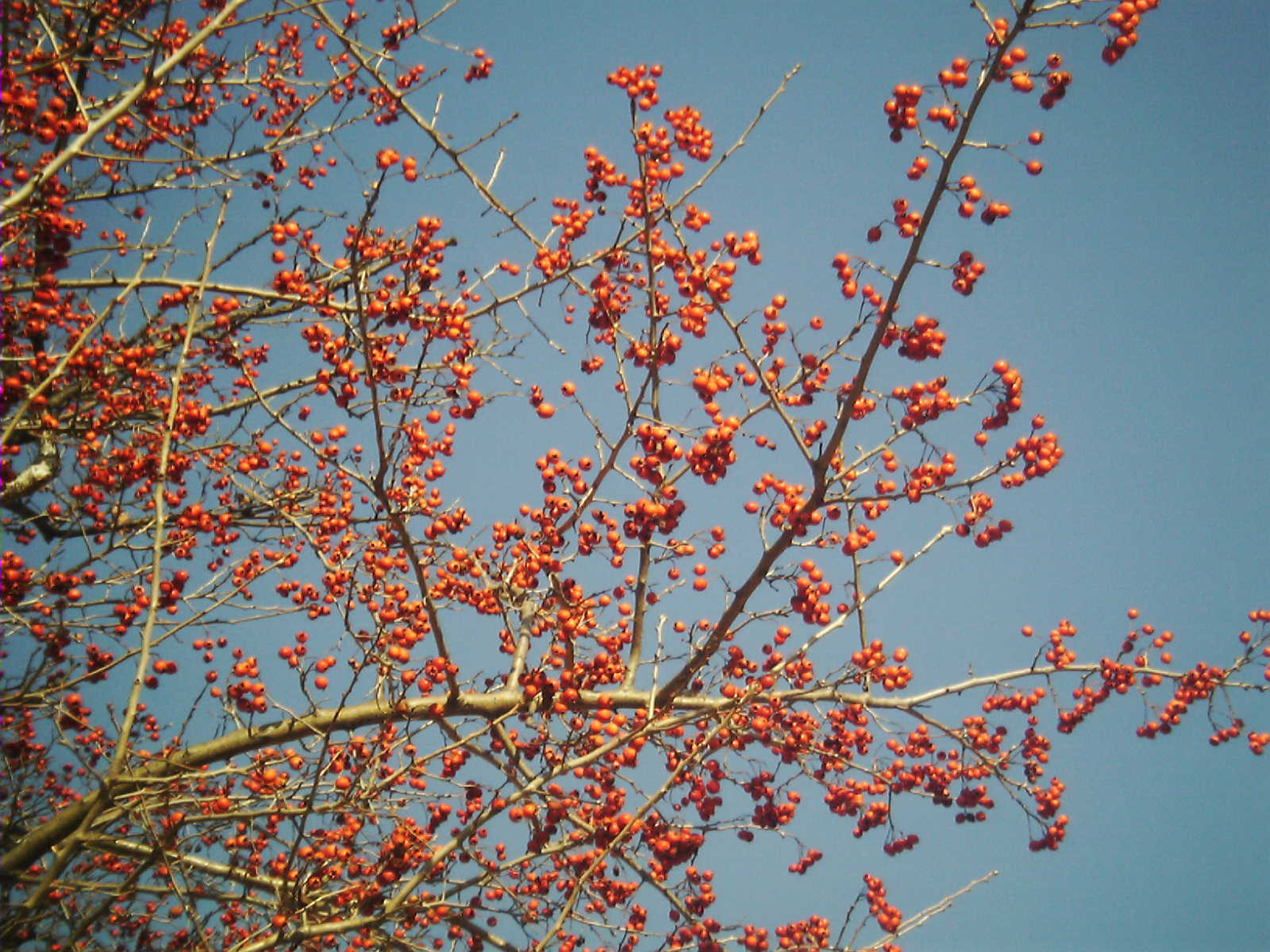
Pożywne owoce głogu utrzymują się całą zimę na roślinie

Ornitochoria (ptakosiewność) – rozsiewanie diaspor przez ptaki. Ornitochoria jest jednym z rodzajów zoochorii, czyli zwierzęcosiewności. Rozprzestrzenianie przez ptaki ma najczęściej formę endozoochorii, możliwe jest także ektozoochoria (epizoochoria) i synzoochoria.
Przejście przez przewód pokarmowy ułatwia kiełkowanie wielu gatunków roślin. Nasiona takie są specjalnie przystosowane do warunków panujących wewnątrz przewodu pokarmowego, nie ulegają strawieniu lecz jedynie skaryfikacji, co zapewnia szybsze kiełkowanie. Diaspory rozprzestrzeniane wewnątrz organizmu ptaka charakteryzują się zwykle atrakcyjnym wyglądem, zapachem i smakiem. Nie odpadają także od rośliny, lecz pozostają na niej do czasu zjedzenia przez ptaka. Elementem wabiącym ptaki może być kontrastująca z otoczeniem osnówka, owoc albo owocostan. Diaspory opuszczają przewód pokarmowy ptaka średnio po 0,5 godziny. W tym czasie mogą zostać przemieszczone na znaczną odległość. Przeniesienie nasion zwiększa również prawdopodobieństwo przeżycia diaspory i siewki. W pobliżu rośliny matecznej mogą występować liczne patogeny oraz gryzonie zjadające nasiona.
Wiele gatunków ptaków preferuje diaspory konkretnych gatunków roślin. Rudzik żywi się diasporami trzmieliny, szpak głównie owocami wiśni, kos owocami bzu czarnego a kwiczoł szyszkojagodami jałowca. 
Ptaki takie jak dzięcioły, sójka, kowalik, zięba rozsiewają diaspory dębu, buka, leszczyny, limby i innych roślin gubiąc je podczas przemieszczania. Diaspory takie stanowią pokarm ptaków, jednak przypadkowe upuszczenie lub ukrycie jest skuteczną metodą rozprzestrzeniania wymienionych roślin. 
Czasami ptaki są tylko biernymi roznosicielami diaspor. Ektozoochoria ma miejsce, gdy diaspory przyklejają się do mokrego ciała ptaka. Diaspory przenoszone w ten sposób posiadają często wyspecjalizowane struktury lub lepkie śluzy (np. nasiona czermieni błotnej) umożliwiające przyczepienie się do zwierzęcia.